# Solanum clarkiae
Solanum clarkiae är en potatisväxtart som beskrevs av Symon. Solanum clarkiae ingår i släktet skattor som ingår i familjen potatisväxter. Inga underarter finns listade i Catalogue of Life.